# Bocet
Bocetul este o specie a liricii populare, cântată de obicei în versuri sau cu cuvinte improvizate, pe o anumită melodie lamentată, care face parte din ritualul înmormântărilor. Prin bocet se deplânge întotdeauna moartea cuiva.
Bocetul are rădăcini vechi în cultura omenirii. În Biblie este pomenit Iosef care ține "în cinstea tatălui său un bocet de șapte zile" (Geneza 50:10).
Bocetele, denumite și “vaieți” sau “cânteci de moarte” se cântă pe o melodie uniformă, monotonă, întrerupte de strigăte de durere și plânsete zgomotoase ale femeilor specializate în acest ritual sau ale rudeniilor mortului. Ele se produceau numai în perioada imediat următoare morții, în cele trei zile de priveghi (“paza mortului”), când mortul nu era lăsat niciodată singur, însoțind băuturile (“pălincî”) și mâncărurile (“pitî cu clisî și cu brânzî”, “bolfoi”, “zamă di hiribi o di curitiu” ș.a.).
De regulă, bocetele (sau „cântece morțăști”) sunt cântate de către „femei bocitoare”.
Sinonime: cântare de mort, cântec funebru, lamentație, cântec de jale, jelire, jelanie, jalovanie, litanie.